# Susan Sirma
Susan Sirma, kenijska atletinja, * 26. maj 1966, Kenija.
Nastopila je na poletnih olimpijskih igrah v letih 1988 in 1992, ko je dvakrat izpadla v prvem krogu teka na 1500 m in enkrat teka na 3000 m. Na svetovnih prvenstvih je osvojila bronasto medaljo v slednji disciplini leta 1991.